# Częstochowskie Zakłady Metalowe Domgos
Częstochowskie Zakłady Metalowe "Domgos" (w upadłości) – dawne przedsiębiorstwo państwowe w Częstochowie. Produkowało metalowe wyroby gotowe do użytku domowego, sanitarnego, biurowego, akcesoriów do odzieży itp. Produkowało również sprzęt oświetleniowy i lampy elektryczne.

## Historia
Częstochowskie Zakłady Metalowe "Domgos" powstały na bazie przejętych zakładów prywatnych pozostających pod przymusowym zarządem państwowym. Wybudowano również nowe obiekty. Zakłady były wielokrotnie reorganizowane i przekształcane. 15 małych zakładów branży metalowej, przejętych w latach 1950-1957, zostało włączonych do jednego z dwóch nowo utworzonych (1949-1950), przedsiębiorstw państwowych (ul. Krótka, Wały Dwernickiego). Niektóre z przejętych zakładów przy ul. Krótkiej 16 sięgały przełomu XIX i XX wieku. Uchwałą Prezydium Miejskiej Rady Narodowej w Częstochowie z dnia 19 czerwca 1962 roku zostały połączone w jedno przedsiębiorstwo pod nazwą Częstochowskie Zakłady Metalowe Przemysłu Terenowego (ul. Krótka 16). Zakłady te na podstawie zarządzenia Ministra Handlu Wewnętrznego i Usług z dnia 29 maja 1973 roku otrzymały nazwę Częstochowskie Zakłady Metalowe "Domgos". W 1978 roku została włączona Częstochowska Fabryka Latarek (ul. Staszica 2/6). Nowy zakład metalurgiczny produkujący latarki i inne metalowe przedmioty (szczególnie przeznaczone dla policji) znajdował się w miejscu, gdzie obecnie znajduje się sklep "Tesco". Jednostką nadrzędną nad Cz.Z.M. "Domgos" było Zjednoczenie produkcji Sprzętu Gospodarstwa Domowego "Domgos" w Katowicach, podległe Ministerstwu Przemysłu Maszynowego. "Domgos" w Częstochowie produkował m.in. wyroby galanterii metalowej, odlewy żeliwne oraz wykonywał usługi w zakresie branży metalowej. Produkowano przede wszystkim artykuły gospodarstwa domowego. Na mocy uchwały Rady Ministrów z 1979 roku "Domgos został zmodernizowany i rozbudowany. Wybudowano nowe obiekty przy ul. Jaskrowskiej. W 1980 roku do "Domgosu" należało 11 zakładów produkcyjnych. Firma zatrudniała 1150 pracowników stałych i około 150 chałupników. Po zmianach ustrojowych w Polsce "Domgos" znalazł się w stanie upadłości i jako licząca się firma przestał istnieć. 21 listopada 2005 roku przedsiębiorstwo zostało wykreślone z rejestru przedsiębiorców.